# La Chapelle-Hugon
La Chapelle-Hugon är en kommun i departementet Cher i regionen Centre-Val de Loire i de centrala delarna av Frankrike. Kommunen ligger  i kantonen La Guerche-sur-l'Aubois som tillhör arrondissementet Saint-Amand-Montrond. År 2022 hade La Chapelle-Hugon 385 invånare.

## Befolkningsutveckling
Antalet invånare i kommunen La Chapelle-Hugon
Referens:INSEE